# Latoszyn
Latoszyn is een plaats in het Poolse district  Dębicki, woiwodschap Subkarpaten. De plaats maakt deel uit van de gemeente Dębica en telt 1700 inwoners.